# Propustnost horninového prostředí
Propustnost horninového prostředí je termín používaný v hydrogeologii pro popis schopnosti horniny propouštět tekutiny účinkem hydraulického gradientu. Jedná se o popis způsobu hydraulické komunikace kapalin v horninovém prostředí. Je ovlivňována především typem horniny. Jiným druhem propustnosti disponují např. písky (průlinová propustnost) a jiný se vyskytuje v krystalických horninách (převážně puklinová propustnost) nebo krasu (krasová propustnost). Kvantitativně je pohyb kapalin v horninách popisován hydraulickými parametry hornin.

## Druhy propustnosti
Rozlišují se různé druhy propustností:
- Propustnost absolutní je schopnost pórovitého prostředí propouštět kapaliny účinkem hydraulického gradientu nezávisle na jejich druhu a vlastnostech. Teoreticky geometrická konstanta prostředí. Její mírou je koeficient propustnosti.
- Propustnost krasová je propustnost horniny daná přítomností vzájemně komunikujících krasových dutin.
- Propustnost kombinovaná je propustnost horniny daná přítomností kombinace dvou nebo více druhů hydraulických komunikací, např. průlin – a puklin apod. (kombinovaná pórovitost). Hydrogeologický kolektor s kombinovanou propustností se označuje jako kombinovaný kolektor.
- Propustnost matricová je propustnost elementárních bloků v kombinovaném kolektoru. Jde zpravidla o průlinovou a mikropuklinovou propustnost. Matricová propustnost řídí procesy výměny vody mezi bloky (2. subsystém) a velkými komunikacemi 1. subsystému, oddělujícími jednotlivé bloky. Může se podílet na celkové propustnosti kombinovaného kolektoru i když je všeobecně nižší než propustnost velkých komunikací 1. subsystému.
- Propustnost průlinová je propustnost horniny daná existencí vzájemně komunikujících průlin, kterými může proudit tekutina pod vlivem hydraulického gradientu.
- Propustnost puklinová je schopnost horniny propouštět tekutiny puklinami pod vlivem hydraulického gradientu.
- Propustnost zdánlivá je propustnost určená z výpočtů podle principů ustáleného proudění při dosazení hodnot snížení hladiny měřeného v odběrovém vrtu. Vzhledem k rozdílu mezi úrovní dynamické hladiny ve vrtu a úrovní piezometrické hladiny na vnější straně stěny vrtu (skin efekt, dodatečné snížení, hladinový skok) se takto určená propustnost liší od skutečné propustnosti zkoušených hornin. Zdánlivá propustnost je funkcí skutečné (přírodní) propustnosti a změněné propustnosti na stěně vrtu. V praxi je většinou propustnost v zóně v blízkém okolí vrtu snížená (kladný skin efekt), takže zdánlivá propustnost je zpravidla nižší jako skutečná propustnost. K vyjádření poměru mezi zdánlivou a skutečnou propustností se používají: poměr produktivity, koeficient skin efektu, bezrozměrný ukazatel skin efektu apod.